# Río Payamino
El río Payamino es un río de Ecuador. Es un afluente del río Napo, que se une a este último en la ciudad de Puerto Francisco de Orellana. El río Coca también confluye en el río Napo en la ciudad, pero en un punto aproximadamente 1,5 kilómetros aguas abajo de la confluencia Payamino-Napo.